# Театр «Багатела» ім. Тадеуша Боя-Желенського

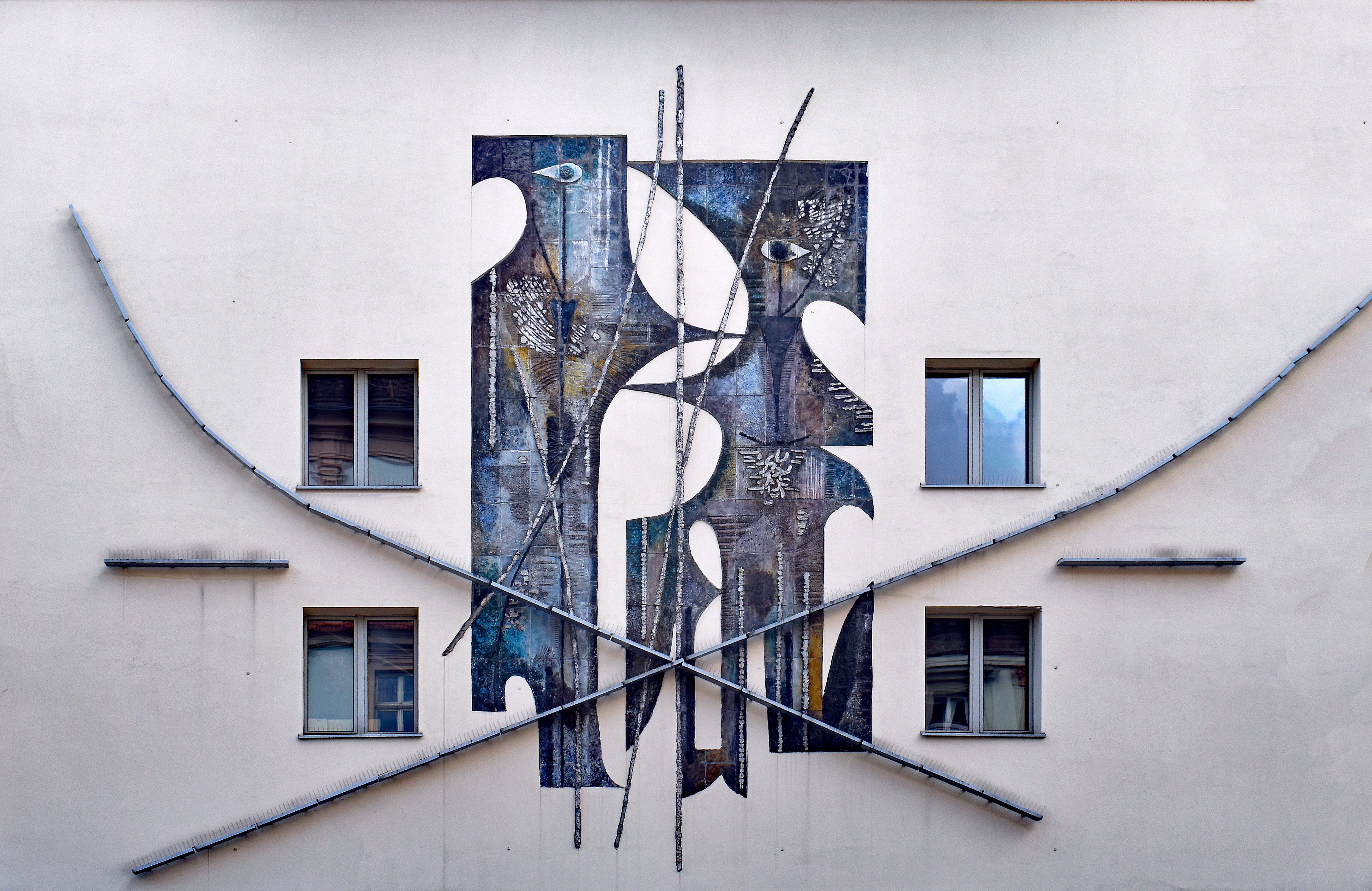
Мозаїка зі сторони вул. Кармелицької

Театр «Багатела» ім. Тадеуша Боя-Желенського — театр у Кракові на розі вул. Кармелицької, 6 та вул. Крупничої, 1.

## Історія
Історія театру «Багатела» починається з 1918 року, коли Маріан Домбровський, видавець і редактор щоденника « Ilustrowany Kurier Codzienny», ініціював створення сцени. Будівлю спроектував у 1918–1919 роках архітектор Януш Зажецький, інтер’єри розробив художник і декоратор Генрик Узембло. 25 жовтня 1919 року відбулася церемонія освячення сцени.
У 1926 році через фінансову скруту театр було перекваліфіковано в кінотеатр. Пожежа, що спалахнула в ніч з 6 на 7 квітня 1928 року, повністю знищила внутрішні приміщення. У 1938 році будівлю було модернізовано за проектом Фридерика Таданьє та названо «Скала». Це був найелегантніший кінотеатр у Кракові. Творцем і власником цього театру був Францішек Мошкович.
У 1946–1948 роках тут розміщувався Камерний театр, а з 1949 року Державний театр юного глядача ім. У 1957 році на цьому місці був заснований театр «Розмайтощі». У 1970 році йому було повернуто ім'я Багатела, а в 1972 році він отримав назву Тадеуша Боя Желенського.
Фасади будівлі театру оздоблені абстрактною керамікою, виготовленою в 1967 році кооперативом керамічних виробів «Каміонка» в Лисій Гурі за проектом Вітольда Скуліча.
Кажуть, що назву театру придумав Тадеуш Бой-Желенський. Анекдот розповідає, що це сталося під час зустрічі, організованої Маріаном Домбровським, який закликав на допомогу людей, відомих у місті своїми численними талантами та кмітливістю. Хлопець, почувши, що відбувається, пожартував: «Знайдеш гарну назву для театру? – Bagatela! (Дрібниця!)»

### Сцена на вул. Джозефа Сарего, 7
У цій будівлі раніше розташовувалася масонська ложа, казино офіцерів Війська Польського Мойсеєвої Віри, а потім склад Крікотеки.
7 травня 2004 року в ньому почала працювати мала сцена театру «Багатела», є репетиційна та виставковий зал. Виставою, яка відкриває діяльність сцени, стала п’єса Сібілли Берґ "Пес, жінка, чоловік» у постановці Анджея Майчака. Сцена мала показати невеликі вистави молодих режисерів і драматургів.

### Директори
- Маріан Домбровський (1919–1925? )
- Марія Біліжанка (1958–1963)
- Галина Григлашевська (1963–1971)
- Ян Павло Ґавлік (1968–1970, літературний керівник)
- Мечислав Ґуркевич (1971–1979, режисер і художній керівник)
- Казімеж Вішняк (1981–1982, художній керівник)
- Казімеж Вішняк (1982–1986, генеральний та художній керівник)
- Владислав Вінніцький (1985–1998, генеральний директор)
- Тадеуш Квінта (1986–1990, художній керівник)
- Богдан Грибович (1990–1993, худ. керівник)
- Ніна Репетовська (1993–1998, художній керівник)
- Кшиштоф Ожеховський (1997–1999)
- Генрик Яцек Шоен (1 вересня 1999–31 січня 2020, генеральний та художній керівник)
- Анджей Виробець (з 2020 року, генеральний директор)
- Кшиштоф Матерна (з 2020 р. художній керівник)

## Актори
- Кшиштоф Бохенек
- Якуб Богосевич
- Пшемислав Бранні
- Уршуля Грабовська
- Олександра Годлевська
- Агнес Грохович
- Марцін Коберський
- Аліна Камінська
- Аліса Кобельська
- Гжегож Кліш
- Томаш Котмарян
- Анна Краков'як
- Войцех Леонович
- Марек Літевка
- Катерина Літвін
- Єва Мітон
- Томаш Обара
- Мавгожата Піскорж
- Моріс Попель
- Пьотр Розанський
- Славомір Соснєрж
- Дарій Старчевський
- Евеліна Старейкі
- Пшемислав Тейковський
- Даріуш Точек
- Магдалена Валах
- Юліуш Кшиштоф Варунек
- Вітольд Сурувка
- Кристина Станкевич

## Виноски
1. ↑  Otwarcie teatru "Bagatela" w Krakowie Nowości Illustrowane 1919 nr 44 s. 9
2. ↑  Z żałobnej karty. Franciszek Moszkowicz. Wschód. Nr 128: 7. 30 kwietnia 1939. {{cite journal}}: |volume= має зайвий текст (довідка)

## Зовнішні посилання
- Oficjalna strona Teatru Bagatela (пол.).
- Strona na temat Teatru w ramach Biuletynu Informacji Publicznej.